# 費耶爾·利波特
費耶爾·利波特（匈牙利語：Fejér Lipót，匈牙利語發音：[ˈfɛjeːr]，1880年2月9日—1959年10月15日）是一名匈牙利猶太裔數學家。

## 生平
費耶爾在布達佩斯大學（今羅蘭大學）與柏林大學學習數學和物理，並受到赫爾曼·施瓦茨的教導。1902年，他獲得布達佩斯大學的博士學位。1902年至1905年，費耶爾在那裡任教；1905年至1911年，他在奧匈帝國科洛茲瓦弗（今羅馬尼亞克盧日-納波卡）的法蘭茲·約瑟夫大學任教。1911年，費耶爾被任命為布達佩斯大學的數學系主任，並一直擔任該職位直到去世。他在1908年被選為匈牙利科學院的通訊院士，並在1930年被選為院士。
在擔任布達佩斯大學的主任期間，費耶爾領導了一個非常成功的匈牙利分析學派。他是約翰·馮·諾伊曼、艾狄胥·帕爾、喬治·波利亞及圖蘭·帕爾等數學家的論文導師。
費耶爾主要研究調和分析，特別是傅立葉級數。
費耶爾與他人合作發表了重要的論文，其中一篇是在1907年與康斯坦丁·卡拉西奧多里合作發表關於整函數的論文。另一篇是在1922年與里斯·弗里傑什合作發表關於共形映射的重要著作（特別是黎曼映射定理的簡短證明）。

## 外部連結
- Szegő, Gabor. . Bull. Amer. Math. Soc. 1960, 66 (5): 346–352  [2022-04-02]. MR 0114742. doi:10.1090/s0002-9904-1960-10441-7 . （原始内容存档于2020-07-25）.
- Birthplace of Lipót Fejér （页面存档备份，存于）.
- 約翰·J·奧康納; 埃德蒙·F·羅伯遜, ,  （英语）
- 費耶爾·利波特在數學譜系計畫的資料。

## 延伸閱讀
Mikolás, Miklós. .  4. New York: Charles Scribner's Sons: 561–2. 1970–80. ISBN 0684101149 （英语）.